# Kosuke Chiku
Kosuke Chiku (japanisch 知久 航介 Chiku Kosuke; * 3. Februar 1999 in der Präfektur Saitama) ist ein japanischer Fußballspieler.

## Karriere
Kosuke Chiku erlernte das Fußballspielen in den Schulmannschaften der Urawa Mimuro Secundary School und der Kokugakuin Kugayama High School, in der Jugendmannschaft der Urawa Red Diamonds, sowie in der Universitätsmannschaft der Universität Tsukuba. Seinen ersten Vertrag unterschrieb er im Januar 2021 bei Albirex Niigata (Singapur). Der Verein ist ein Ableger des japanischen Zweitligisten Albirex Niigata, der in der ersten singapurischen Liga, der Singapore Premier League, spielt. Sein Erstligadebüt gab Kosuke Chiku am 13. März 2021 im Heimspiel gegen Hougang United. Hier stand er in der Startelf und spielte die kompletten 90 Minuten. Für Albirex absolvierte er 21 Erstligaspiele. Im Januar 2022 wechselte er in die japanische dritte Liga, wo er einen Vertrag bei Gainare Tottori unterschrieb.